# رابرت گرینهوت
رابرت گرینهوت (انگلیسی: Robert Greenhut؛ زادهٔ ۱۸ دسامبر ۱۹۴۲) یک تهیه‌کننده اهل ایالات متحده آمریکا است.

## فیلم‌شناسی
- برادوی دنی رز
- آفرودیت توانا
- آلیس
- تراست
- سپتامبر
- زنی دیگر
- دل‌سوختگی